# Akeem Jordan
Akeem Raphael Jordan (ur. 17 sierpnia 1985 w Harrisonburgu w stanie Wirginia) – amerykański zawodnik futbolu amerykańskiego, grający na pozycji linebackera. W rozgrywkach akademickich NCAA występował w drużynie James Madison University.
W roku 2007 nie został wybrany w draftcie NFL. Jako wolny agent przed sezoniem 2007 podpisał kontrakt z zespołem Philadelphia Eagles.
Dwukrotnie, w sezonach 2005 i 2006 został wybrany do najlepszego składu zawodników z konferencji All-Atlantic 10, rozgrywek uniwersyteckich NCAA. W sezonie 2006 został również najlepszym zawodnikiem defensywy w konferencji.